# تسوس الطفولة المبكر
يعرف تسوس الطفولة المبكرأيضاً بـ التسوس الناتج عن زجاجة الإرضاع ، أو نخر الأسنان الناتج عن زجاجة الإرضاع، أو التعفن الناتج عن زجاجة الإرضاع ، وهو مرض يتميز بنخر شديد في أسنان الرضع والأطفال الصغار سببه عدوى بكتيرية شائعة جداً. أما معدل انتشاره الوبائي فيعد الأكبر في الولايات المتحدة بين الأقليات وسكان الريف، وفي بعض الأوقات قد يصيب أكثر من 70% من الأطفال، حيث أن مجموعة كبيرة من الأدلة العلمية تشير إلى أنه مرض معدٍ وسارٍ.
وتعد العقدية الطافرة هي العامل المايكروبيولوجي الأساسي للإصابة بهذا المرض. وبالنسبة لعملية تطوره فتكون في البداية بانتقال البكتيريا إلى فم الطفل أو الرضيع، وعادة تنتقل هذه البكتيريا إلى الطفل من المربي الأول، حيث أن مربو الأطفال الذين لم يتعالجوا من أمراض الأسنان التي أصيبوا بها مسبقاً قد يشكلون خطراً كبيراً جدأ على الأطفال.

## أسباب تسوس الطفولة المبكر
حسب الأكاديمية الأمريكية لطب أسنان الأطفال، فإن الاستهلاك المتكرر لـ السوائل المحتوية على الكاربوهيدرات القابلة لـالتخمر (مثل العصير والحليب والصودا) تزيد من خطورة تسوس الأسنان؛ وذلك بسبب تعرض البكتيريا المسوسة في الأسنان إلى السكريات المتنوعة الموجودة في هذه السوائل لمدة طويلة. فالقيام بالممارسات الغذائية السيئة بدون اتباع التدابير الوقائية اللازمة من الممكن أن يؤدي إلى أنماط مختلفة من تسوس الأسنان في الرضع، والأطفال الصغار، والذي عادة ما يعرف باسم نخر الأسنان الناتج عن زجاجة الإرضاع، وهو يعد من أنواع التسوس الخطيرة التي تصيب الأطفال. كما أن رضاعة الطفل ليلاً بشكل متكرر من زجاجة الحليب، والاستخدام المتكرر لأكواب الرضاعة التدريبية تسبب الإصابة بهذا النوع من التسوس. حيث أن الأطفال الذين يتعرضون للتسوس وهم رضع أو في عمر صغير لديهم قابيلة أكبر لتتالي تسوس الاسنان اللبنية والاسنان الدائمة في المستقبل.
أما حسب جمعية أطباء الأسنان الأمريكية، فتقول: «حين بدء ظهور أسنان الرضيع، تقريباً عند الشهر السادس، يصبح الطفل معرض للتسوس، وهذه الحالة تعرف باسم تسوس الأسنان المبكر، أو التسوس الناتج عن زجاجة الإرضاع، وفي بعض الحالات السيئة قد يعاني الرضع من حالات نخر شديدة في الأسنان ناتجة عن عمليات حشو الأسنان أو خلعها. ولكن من الممكن الوقاية من هذا النخر، إذ أن نخر الأسنان يحدث في العادة عندما تترك السوائل السكرية في فم الطفل لفترة طويلة، كالحليب وعصائر الفواكه، حيث أن البكتيريا في الفم تستخدم هذه السوائل كغذاء لها، وبعد ذلك تنتج حموض تقوم بمهاجمة الأسنان لمدة 20 دقيقة أو أكثر، ومع تكرار تكون الحموض ومهاجمتها للأسنان يحدث التسوس.»
وتضيف الجمعية الأمريكية لطب الأسنان: «إن ما تضعه في زجاجة طفلك لن يكون وحده المسبب لتسوس أسنانه، بل تكرار وضعه وطول المدة الزمنية التي يرضع فيها الطفل هي المسببة للتسوس، فإعطاء طفلك السوائل المحلاة لعدة مرات في اليوم ليست فكرة مستحبة، وخصوصاً عند ترك طفلك ينام في الليل، أو في وقت القيلولة وفي فمه زجاجة الحليب.»
إن المسبب الرئيسي لتسوس الأسنان المبكر هو مجموعة من البكتيريا تدعى بـ العقدية الطافرة، وتنصح الأكاديمية الأمريكية لطب أسنان الأطفال في توجيهاتها السريرية للعناية الصحية الفموية للرضع: «بأن سبب التسوس هو فرط نمو مجموعة من الكائنات الحية الدقيقة التي تعتبر في الأصل جزء من النَّبيتُ الجُرْثومِيُّ الفَمَوِيّ . حيث تعتبر جرثومة العقدية الطافرة وجرثومة الملبنة مؤشر رئيسي لحدوث التسوس، فالنَّبيتُ الجُرْثومِيُّ الفَمَوِيّ هي جرثومة محددة الموقع، حيث لا تقوم باستعمار أسنان الرضع إلا عند بزوغ الأسنان اللبنية عند حوالي الشهر السادس إلى الشهر الثلاثين.و يكون الاستعمار العمودي للبكتيريا على نمط S. حيث أن انتقال العِقْدِيَّةُ الطَّافِرَة من الأم إلى الرضيع مؤكدة.»
كما أن البحوث تقترح أن وجود برنامج متكامل للاستشارة، ووجود إرشادات النظافة الفموية، وعلاجات الفلورايد، والعناية الحشوية هي أمور ذات تأثير مهم جداً لمنع أو لتأخير انتقال هذه البكتيريا من الأم إلى الطفل، بالإضافة إلى الزايليتول، الذي يتوقع أن يكون له تأثير في ذلك أيضاُ.

## الوقاية
يوصي أطباء الأسنان بأهمية تنظيف أسنان ولثة الطفل بعد كل وجبة ابتداءً من أول ظهور لأسنانه، بالإضافة إلى وجوب بداية البرامج الوقائية للطفل في أبكر وقت ممكن. المياه المفلورة (المحتوية على الفلور) لها تأثير إيجابي كبير على هذا المرض، وكذلك طرق المعالجة الكيماوية التي من ضمنها: الفلورايد الموضعي (ورنيش الفلورايد)، ومعجون الأسنان المحتوي على الفلور، والبوفيدون اليوديّ.
إن تنظيف الأسنان مرة واحدة في اليوم وخاصة باستخدام كمية قليلة من المعجون المحتوي على الفلور هو أمر في غاية الأهمية، ومن الأفضل استخدامه مرتين يومياً. حيث أن الكربوهيدرات المخمرة تعد غذاء للبكتيريا الضارة في الفم، والتدخلات الغذائية مناسبة لكن من الصعب جداً تنفيذها.
ثم إن نهج الإرشاد، وتزويد الآباء بالخيارات له تأثير كبير. فقد وجد أن بديل السكر (زايليتول) له أثر كبير في تقليل مستويات الكائنات الدقيقة الضارة في الفم، ومؤخراً تم تطويرها على شكل مناديل للاستخدام لمرة واحدة كعامل مختزل في التجاويف الفموية.
وكما ذكرت مجلة الجمعية الكندية لطب الأسنان في مقالة لها: «إن الوقاية الأولية من تسوس الطفولة المبكر تتحدد أساساً باستشارة الآباء عن سلوكيات التغذية المعززة للتسوس. ولهذا المنهج حد أدنى من النجاح. فالاستراتيجيات الحديثة التي تعالج موضوع العدوى عن طريق استخدام العلاج الموضعي المضاد للميكروبات تبدو واعدة بشكل كبير.» 

## وصلات خارجية
- الأكاديمية الأمريكية لطب أسنان الأطفال. (American Academy of Pediatric Dentistry)
- جمعية أطباءالأسنان الأمريكية.صفحة ADA على تسوس الطفولة المبكر.(American Dental Association)
- مركز كولومبيا، المقارنة بين جراحة الأسنان ومنع التسوس مع العلاجات الأخرى. (Columbia Center)
- مشروع صحة أسنان الأطفال.(Children's Dental Health Project)